# Mairie de Mapo-gu (métro de Séoul)
Mairie de Mapo-gu (en coréen 마포구청역) est une station de la ligne 6 du métro de Séoul. Elle est située dans l'arrondissement de Mapo-gu à Séoul en Corée du Sud.